# Radisson (métro de Montréal)
Pour les articles homonymes, voir Radisson (homonymie).
Radisson est une station sur la ligne verte du métro de Montréal située dans l'arrondissement de Mercier–Hochelaga-Maisonneuve. La station fut inaugurée le 6 juin 1976 lors du prolongement de la ligne verte jusqu'à Honoré-Beaugrand. Elle voisine la Place Versailles.

## Origine du nom
La station prend son nom de la rue Radisson, qui fut nommée en l'honneur de Pierre-Esprit Radisson, fondateur de la Baie d'Hudson.

## Lignes d'autobus
Plusieurs lignes d'autobus desservent la station de métro Radisson, via le terminus métropolitain Radisson. 
Le 13 décembre 2021, en tant que mesures d'atténuation déployées par le gouvernement du Québec faisant partie de la réfection du Pont Tunnel Louis-Hippolyte Lafontaine situé à proximité de la station, trois nouveaux bus de l'Exo et un nouveau bus du RTL liant le terminus à la Rive-Sud ont été ajoutés. L'annonce a été faite par la Ministre du Transport et la Ministre Responsable de la Métropole et de la Région de Montréal, Chantal Rouleau, et le Ministre de la Justice, Procureur Général et Ministre Responsable de la Région de la Montérégie, Simon Jolin-Barrette. Des nouveaux quais d'autobus ont été ajoutés aussi. Les nouveaux bus lient Montréal à Boucherville, Varennes, Sainte-Julie et Beloeil. 
| Numéros | Noms                              | Services         |
| ------- | --------------------------------- | ---------------- |
| 26      | Mercier-Est                       | De Jour          |
| 44      | Armand-Bombardier                 | De Jour          |
| 185     | Sherbrooke                        | De Jour          |
| 364     | Sherbrooke/Joseph-Renaud          | De Nuit          |
| 370     | Rosemont                          | De Nuit          |
| 428     | Express Parc Industriels de l'Est | Heures de pointe |
| 432     | Express Lacordaire                | Heures de pointe |
| 444     | Express Cégep Marie-Victorin      | Heures de pointe |
| 448     | Express Maurice-Duplessis         | Heures de pointe |
| 449     | Express Rivière-des-Prairies      | Heures de pointe |
| 811     | Navette Services-Santé            | De Jour          |
| 822     | Navette Longue-Pointe             | De Jour          |

| Numéros | Noms                                        | Services         |
| ------- | ------------------------------------------- | ---------------- |
| 61      | Boucherville-Métro Radisson                 | De Jour          |
| 461     | Express de Touraine/de Montarville/Radisson | Heures de pointe |

| Numéros | Noms                            | Services         |
| ------- | ------------------------------- | ---------------- |
| 925     | Express Radisson/Saint-François | Heures de pointe |

| Numéros | Noms                                         | Services         |
| ------- | -------------------------------------------- | ---------------- |
| 100     | L'Assomption/Repentigny/Charlemagne/Montréal | De Jour          |
| 300     | Repentigny/Montréal (Via Notre-Dame)         | De Jour          |
| 400     | Repentigny/Montréal (Via Sherbrooke)         | De Jouer         |
| 200     | Express Repentigny/Montréal                  | Heures de pointe |

| Numéro | Nom                       | Service          |
| ------ | ------------------------- | ---------------- |
| 532    | Express Varennes/Radisson | Heures de pointe |

| Numéros | Noms                                     | Services         |
| ------- | ---------------------------------------- | ---------------- |
| 30      | Terrebonne/Montréal/Métro Radisson       | De Jour          |
| 30G     | Terrebonne/Montréal/Métro Radisson       | Heures de pointe |
| 40      | Lachenaie/Montréal/Métro Radisson        | De Jour          |
| 140     | Lachenaie/Gare Terrebonne/Métro Radisson | De Jour          |

| Numéros | Noms                                        | Service          |
| ------- | ------------------------------------------- | ---------------- |
| 520     | Express Beloeil/Radisson                    | Heures de pointe |
| 521     | Express Beloeil/Radisson (Via Boucherville) | Heures de pointe |

| Numéros | Noms                          | Services |
| ------- | ----------------------------- | -------- |
| 50      | Joliette/Montréal             | De Jour  |
| 125     | Saint-Donat/Chertsey/Montréal | De Jour  |

## Édicules
- Édicule A: 7155, rue Sherbrooke Est. Cet édicule comporte une seule sortie vers la Rue Sherbrooke. Une station de BiXi, des vélos en libre-service, se trouve à proximité.
- Édicule B: 7250, rue Sherbrooke Est. Cet édicule comporte une seule sortie vers la Rue Sherbrooke.
- Édicule C: Terminus d'autobus. Cet édicule comporte plusieurs sorties pour rejoindre les différents arrêts de bus et la Place Versaille.

## Principales intersections à proximité
- Rue Sherbrooke / Rue Radisson
- Rue Sherbrooke / Rue Des Groseilliers
- Rue Sherbrooke / Rue du Trianon
- Rue Sherbrooke / Autoroute 25

## Centres d'intérêt à proximité
- Centre commercial Place Versailles
- Centre de réadaptation Lucie-Bruneau
- Institut universitaire en santé mentale de Montréal (anciennement Hôpital Louis-H.-Lafontaine)
- Stationnement incitatif de l'Autorité régionale de transport métropolitain
- Supermarché Provigo
- institut des sourds et muets de Montréal
- Auberge Royal Versailles
- Centre commercial Les Galeries d'Anjou (via le bus 44 nord)
- Pont Tunnel Louis-Hippolyte Lafontaine

## Galerie

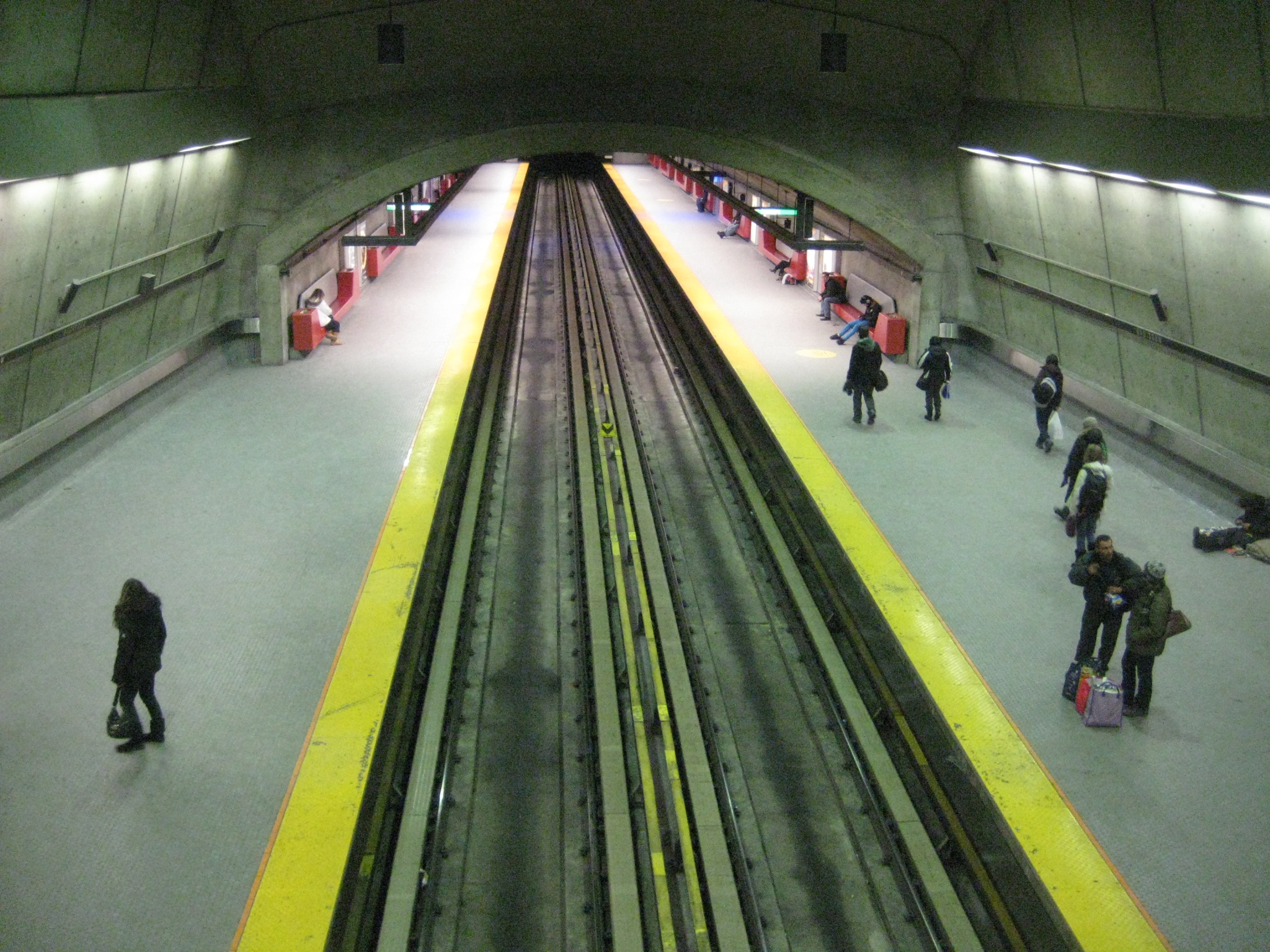
Intérieur de la station
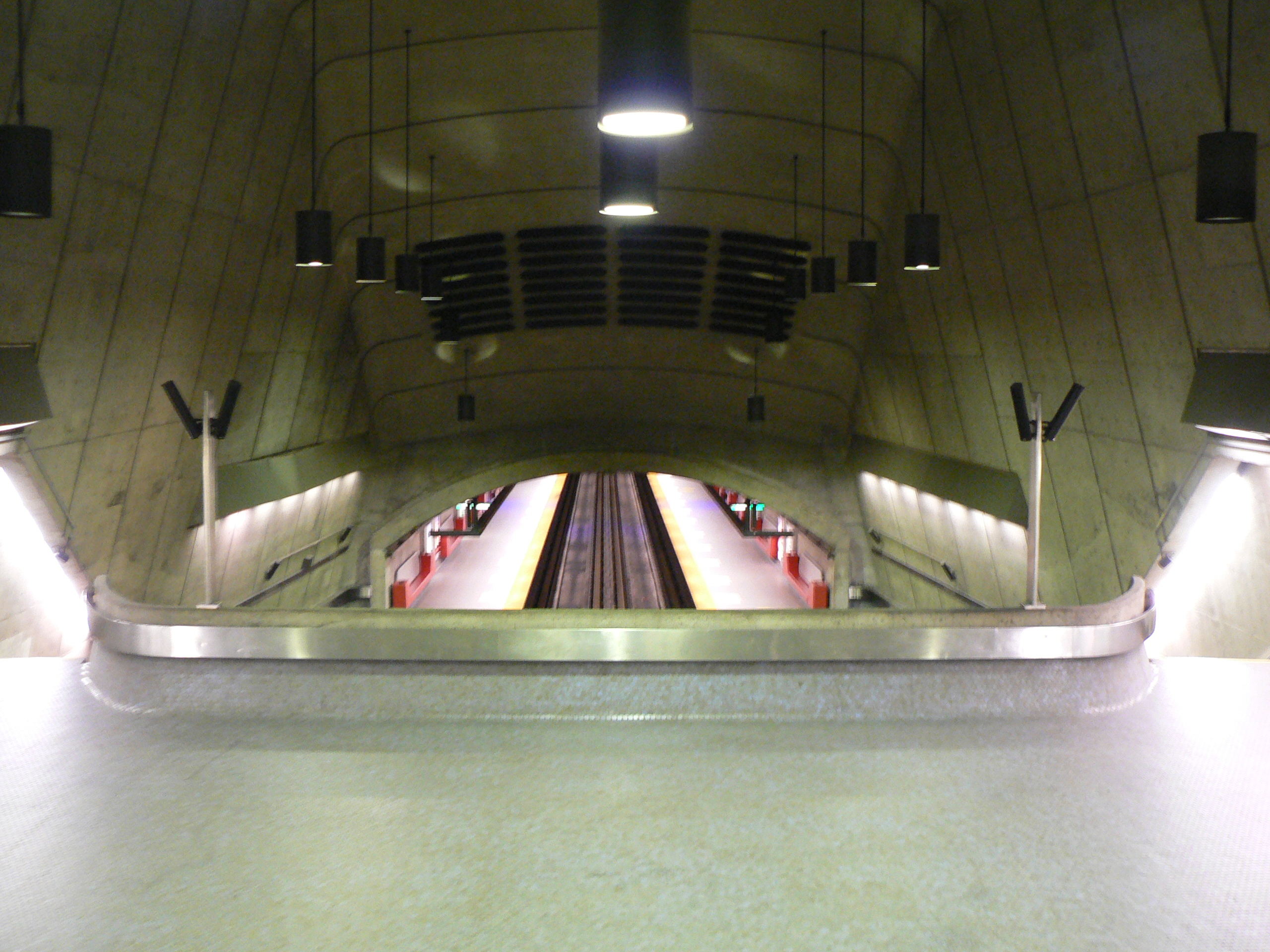
Intérieur de la station
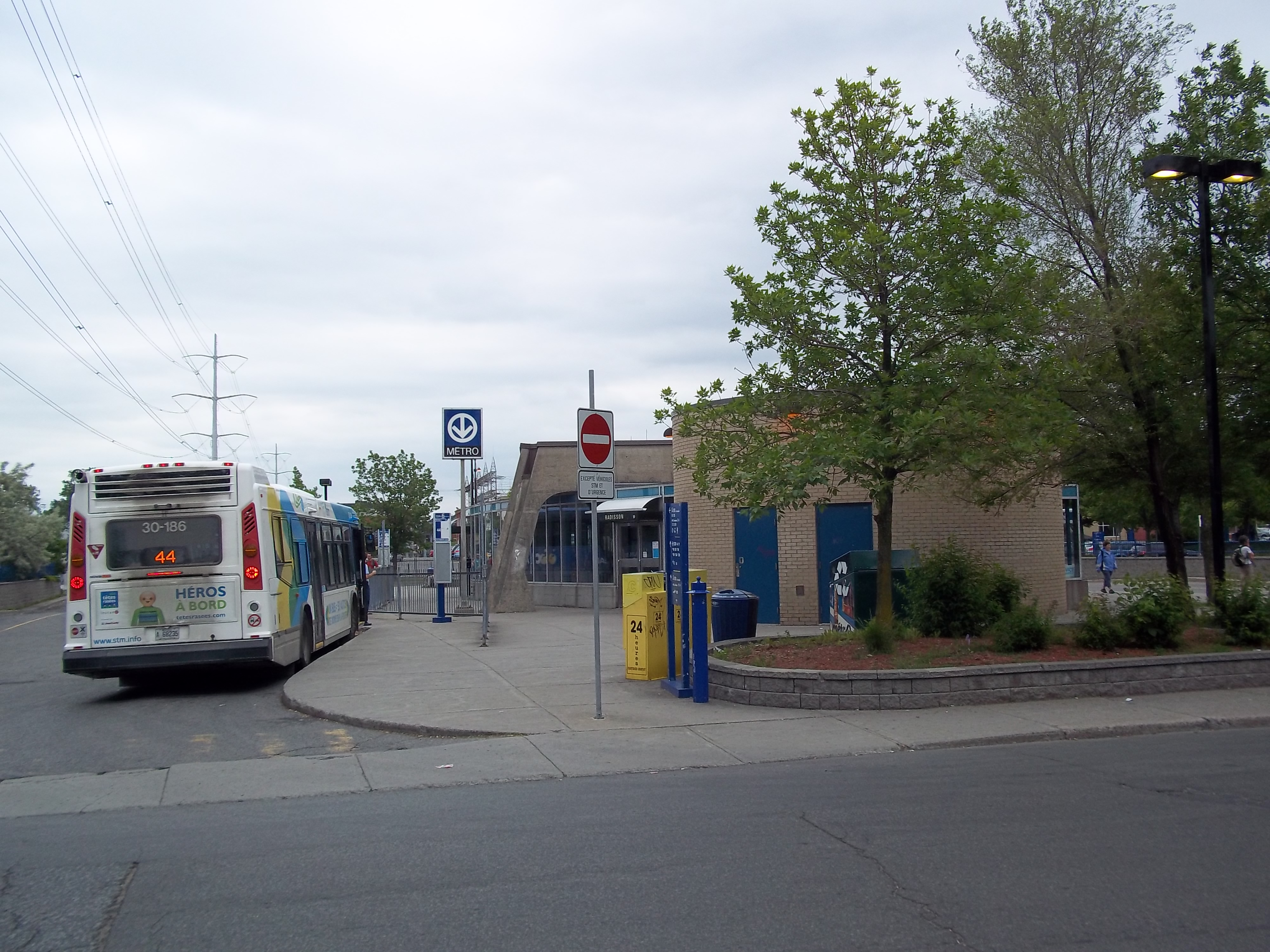
Édicule entrée nord de la station
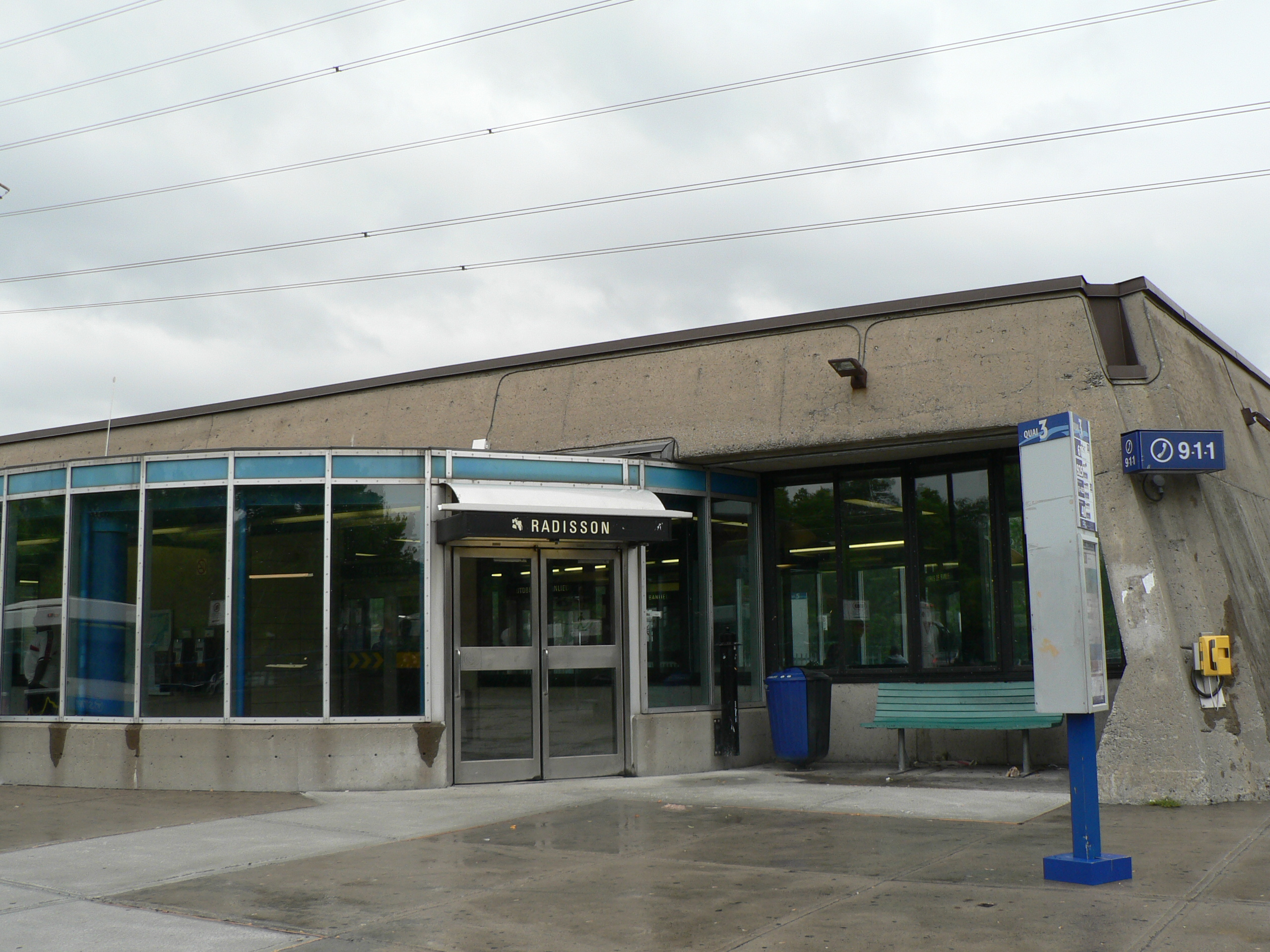
Édicule entrée nord de la station